# Mitraglia e il verme
(Mitraglia rivolto al Verme)
Mitraglia e il verme è un film del 2005, scritto, diretto e prodotto da Daniele Segre. Il film, interamente ambientato in uno squallido bagno pubblico romano, non venne ammesso né al Festival di Venezia, né al Torino Film Festival; il regista, in merito a queste due esclusioni, ha detto: 

## Trama
Mercati generali di Roma: il guardiano dei bagni pubblici, soprannominato il "Verme", è posseduto dal demone del gioco e non esita a giocarsi ai cavalli ogni suo guadagno giornaliero. Il vizio per le scommesse lo ha portato, nel corso degli ultimi anni, ad indebitarsi con Mitraglia, responsabile delle contrattazioni ortofrutticole ai Mercati e cliente abituale dei bagni, a causa dei calcoli renali da cui è afflitto. Nonostante siano molto diversi caratterialmente, i due sono legati da una strana amicizia, da un rapporto di amore/odio: il Verme è una persona umile e semplice, rassegnato alla povertà e consapevole di vivere in una condizione misera da cui non potrà mai uscire, Mitraglia è uomo rozzo e avido, i cui unici interessi sono rivolti ai calcoli renali che lo perseguitano da molto tempo ed ai soldi che guadagna col lavoro e con un'infima attività di usura. Nei momenti in cui i due protagonisti si incontrano nei bagni pubblici, finiscono sempre col discutere dei problemi e dei malesseri che li affliggono; il Verme, a rischio licenziamento, teme di essere sostituito prima o poi da una più economica porta a gettoni, Mitraglia invece, anche lui pieno di debiti, contratti soprattutto con Bruto - il suo temibile scagnozzo - commenta i problemi lavorativi con il corrotto direttore dei Mercati e le continue difficoltà nel riscuotere i crediti, sfogandosi ed accanendosi ogni volta sull'amico interlocutore. Ma gli affari illeciti in cui è coinvolto finiscono per impelagarlo; scoperto di essere stato raggirato da Bruto, che nel frattempo gli aveva portato via i soldi, l'amante Iole e perfino il lavoro, Mitraglia si suicida con un colpo di pistola, proprio nei bagni dei Mercati, preferendo morire piuttosto che ritornare in prigione.

## Produzione

### Regia, sceneggiatura, riprese
(Daniele Segre)
Il film, diviso in 3 scene (due giornate più un sogno), è stato girato in altrettanti piani sequenza, con una videocamera Beta digitale fissa in un punto, con soltanto tre stacchi di montaggio che corrispondono ognuno alla fine delle tre scene. L'utilizzo di questa tecnica registica è stata progettata dal regista per valorizzare al meglio le qualità dei due interpreti, che riescono a conferire alla narrazione momenti di autenticità e naturalezza. Gli stessi due attori hanno inoltre collaborato alla sceneggiatura.
Per la sequenza del sogno del Verme, era intenzione del regista di capovolgere e stravolgere il reale e per farlo, ha ideato, insieme a Ivana Gargiulo, una scenografia dal tono metafisico (con i gabinetti attaccati in ordine sparso sulla parete frontale) che richiama molto le opere di Giorgio de Chirico.
Il film è stato girato a colori ma è stato poi decolorato in bianco e nero, perché, a detta del regista stesso, sembrava fosse più forte così.

## Critica
- Prevale una cupezza stridula, nutrita di rabbia, che diventa metafora di tristi tempi, dominati dall'avidità e dall'incertezza. Commento del dizionario Morandini che assegna al film tre stelle e mezzo su cinque di giudizio.[4]
- Alla maniera di Beckett, ispirandosi ora a Fassbinder, Segre racconta la storia di due uomini che perdono la dignità. (...) I due attori sono straordinari e offrono l'idea di quello che sta diventando il mondo. Dora Siani - Cinecittà Dossier.[5]
- Un film scomodo, bello, arrabbiato e provocatorio, che nessuno vuol mostrare. Aldo Fittante per Film Tv.[1]

## Edizioni home video

### DVD
La versione DVD del film contiene, nei contenuti speciali, due album fotografici che raccolgono sia foto di scena (fatte da Marco Carosi) sia foto backstage (a cura di Carlo Pisani).